# Ossages
Ossages (gaskonsko Ossadjas) je naselje in občina v francoskem departmaju Landes regije Akvitanije. Naselje je leta 2009 imelo 470 prebivalcev.

## Geografija
Kraj leži v pokrajini Gaskonji 25 km jugovzhodno od Daxa.

## Uprava
Občina Ossages skupaj s sosednjimi občinami Cagnotte, Estibeaux, Gaas, Habas, Labatut, Mimbaste, Misson, Mouscardès, Pouillon in Tilh sestavlja kanton Pouillon s sedežem v Pouillonu. Kanton je sestavni del okrožja Dax.

## Zanimivosti
- cerkev sv. Magdalene;